# موزه هنری

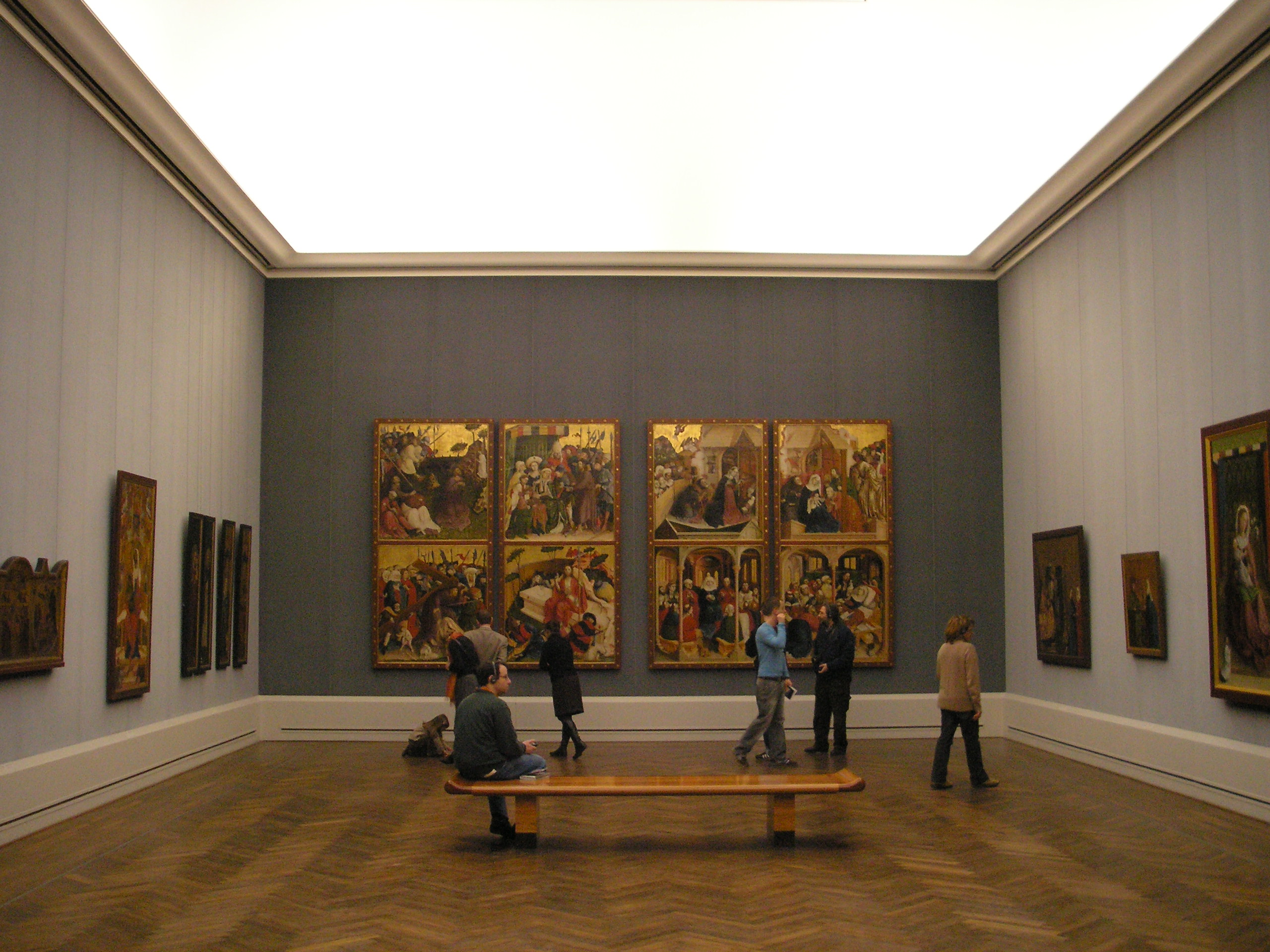
گِمالدِه‌گالری یک نگارخانهٔ مهم هنری در برلین، آلمان است.

موزهٔ هنری ساختمان یا فضایی برای نمایش آثار هنری است که معمولاً به مجموعه یا کلکسیون آن موزه اختصاص داده شده است. این فضا می‌تواند در مالکیت عمومی یا خصوصی، با قابلیت دسترسی برای عموم و یا برای گروهی خاص باشد. 
موزه‌های هنری، اگرچه عموما با هنرهای تجسمی، شامل آثار نقاشی، مجسمه‌سازی، هنرهای تزئینی، لباس محلی، تکه‌چسبانی، چاپ دستی و عکس  و نمایش این گونه آثار سر و کار دارد، ولی به عنوان فضایی برای تبادلات فرهنگی و دیگر فعالیت‌های هنری مانند سخنرانی‌ها، نمایش جواهرات، هنرهای اجرایی، کنسرت‌های موسیقی یا شعرخوانی هم استفاده می‌شوند. موزه‌های هنری، همچنین به ظور معمول، میزبان نمایشگاه‌های موقتی و موضوعی نیز هستند که آثار نمایش داده شده می‌توانند از کلکسیون‌های دیگر قرض گرفته شده باشند.
موزه‌های هنری گاهی گالری نیز خوانده می‌شوند؛ همچون گالری ملی پرتره (لندن) و یا گالری ملی لندن.

## موزه‌های هنری مشهور
- موزهٔ بریتانیا
- کتابخانه کنگره
- موزهٔ امپراتوری
- گالری ملی پرتره (لندن)
- موزهٔ متروپولیتن نیویورک
- موزهٔ هنر مدرن
- موزهٔ هنرهای زیبا (بوستون)
- موزهٔ لوور
- نگارخانهٔ ملی هنر آمریکا
- موزهٔ هنر استونی